# 황남대총 북분 금은제 그릇 일괄
황남대총 북분 금은제 그릇 일괄(皇南大塚北墳 金銀器一括)은 대한민국 경상북도 경주시 황남동 미추왕릉 지구에 있는 삼국시대 신라 무덤인 황남대총에서 발견되었다. 1978년 12월 7일 대한민국의 보물 제628호로 지정되었다.

## 개요
황남대총 북분 금은제 그릇 일괄(皇南大塚北墳 金銀器一括)은 경주시 황남동 미추왕릉 지구에 있는 삼국시대 신라 무덤인 황남대총에서 발견되었다. 황남대총은 2개의 봉분이 남·북으로 표주박 모양으로 붙어 있다.
3종류의 용기류로서 북쪽 무덤에서 발견된 것으로 은제합은 높이 8cm, 아가리 지름 10cm이고, 은제완은 높이 5.5cm, 아가리 지름 10.5cm이고, 금제완은 높이 4.5cm, 아가리 지름 11cm이다.
은제합은 8개로 몸체는 반원형이며, 아래에 낮은 굽이 붙어있고 아가리는 밖으로 말려있다. 뚜껑도 반원형으로 중앙에 3장의 나뭇잎 받침이 있고, 그 위에 고리 모양의 꼭지가 있다. 은제완은 4개로 아래에 낮은 굽이 있고, 반원형을 이룬다. 아가리는 밖으로 말려있다. 금제완은 4개로 은제완과 같은 모양을 하고 있다.

## 같이 보기
- 황남대총

## 참고 자료
- 황남대총 북분 금은제 그릇 일괄 - 국가유산청 국가유산포털